# (466986) 2016 BF39
(466986) 2016 BF39 es un asteroide perteneciente al cinturón de asteroides, descubierto el 21 de septiembre de 2009 por el equipo Spacewatch desde el Observatorio Nacional de Kitt Peak (Arizona, Estados Unidos).